# Geisei
Geisei (芸西村?) è un villaggio giapponese della prefettura di Kōchi. Vi ha sede l'omonimo osservatorio.